# Хёхстберг
Хёхстберг (нем. Höchstberg) — община в Германии, в земле Рейнланд-Пфальц. 
Входит в состав района Вульканайфель. Подчиняется управлению Кельберг.  Население составляет 352 человека (на 31 декабря 2010 года). Занимает площадь 4,85 км².